# Srbska literatura
Srbska književnost (srbska cirilica: Српска књижевност) se nanaša na literaturo, napisano v srbščini in/ali v Srbiji in vseh drugih deželah, kjer živijo Srbi. 
Zgodovina srbske književnosti se začne s samostojnimi deli iz obdobja dinastije Nemanjić, če ne že prej. S razpadom Srbije in sosednjih držav v 15. stoletju je v literarni zgodovini na okupirani deželi prišlo do vrzeli. Srbska literatura se je neprekinjeno nadaljevala v srbsko naseljenih deželah pod evropsko oblastjo in oživitev doživela z baročnimi deli, objavljenimi v 18. stoletju v današnji Vojvodini. Srbija se je osamosvojila po srbski revoluciji (1804–1815) in srbska književnost je od takrat napredovala. Več srbskih pisateljev je doseglo mednarodno slavo.   